# Associazione Sportiva Fidelis Andria 2002-2003
Questa pagina raccoglie le informazioni riguardanti l'Associazione Sportiva Fidelis Andria nelle competizioni ufficiali della stagione 2002-2003.

## Rosa
| N. |                    | Ruolo | Calciatore                |
| -- | ------------------ | ----- | ------------------------- |
|    | Italia (bandiera)  | C     | Angelo Buono              |
|    | Camerun (bandiera) | A     | Dani Chigou               |
|    | Italia (bandiera)  | D     | Carmine Cioffi            |
|    | Italia (bandiera)  | C     | Vittorio Costa            |
|    | Italia (bandiera)  | C     | Savino Daleno             |
|    | Italia (bandiera)  | C     | Michele De Feudis         |
|    | Italia (bandiera)  | D     | Giovanni De Toma          |
|    | Italia (bandiera)  | D     | Luigi Di Simone           |
|    | Italia (bandiera)  | D     | Stefano Fumagalli         |
|    | Italia (bandiera)  | A     | Umberto Gragnaniello      |
|    | Italia (bandiera)  | C     | Cosimo Damiano Laboragine |
|    | Italia (bandiera)  | C     | Antonio La Cava           |
|    | Italia (bandiera)  | D     | Alberto La Notte          |
|    | Italia (bandiera)  | C     | Vincenzo Lanotte          |
|    | Italia (bandiera)  | P     | Marco Lapedota            |
|    | Italia (bandiera)  | C     | Francesco La Rosa         |
|    | Italia (bandiera)  | D     | Luigi Lomele              |

| N. |                   | Ruolo | Calciatore          |
| -- | ----------------- | ----- | ------------------- |
|    | Italia (bandiera) | D     | Gaetano Lonardo     |
|    | Italia (bandiera) | A     | Dario Ludovisi      |
|    | Italia (bandiera) | A     | Stefano Morello     |
|    | Italia (bandiera) | C     | Danilo Moscardelli  |
|    | Italia (bandiera) | C     | Carmine Nuzzaci     |
|    | Italia (bandiera) | C     | Roberto Paulillo    |
|    | Italia (bandiera) | A     | Gabriele Pecorella  |
|    | Italia (bandiera) | A     | Salvatore Rizzi     |
|    | Italia (bandiera) | C     | Valentino Sbaccanti |
|    | Italia (bandiera) | C     | Sirio Silvestri     |
|    | Italia (bandiera) | P     | Luca Siringo        |
|    | Italia (bandiera) | A     | Pietro Somma        |
|    | Italia (bandiera) | A     | Giovanni Spinelli   |
|    | Italia (bandiera) | D     | Fabio Timoniere     |
|    | Italia (bandiera) | C     | Andrea Tricarico    |
|    | Italia (bandiera) | D     | Alessandro Turone   |
|    | Italia (bandiera) | P     | Claudio Zaminga     |